# Karl Greiner
Karl Greiner (* 7. Juni 1882 in Hirsau; † 5. März 1971 ebenda) war ein deutscher Heimatforscher mit Schwerpunkt auf der Geschichte des Klosters Hirsau und des Nagoldtales.
Als gelernter Textiltechniker, der in verschiedenen Berufen und zuletzt als Verwaltungsangestellter arbeitete, hat sich Greiner nach eigenem Bekunden in „Freizeit und Nachtarbeit“ autodidaktisch fortgebildet und als Heimatgeschichtsforscher ein beachtliches Œuvre hinterlassen.

## Schriften (Auswahl)
- Bad Wildbad – seine Geschichte vom 12. bis zum 20. Jahrhundert. Pforzheim: Weber, 5. Aufl. 1995.DNB 949882682
- Berühmte Klostergäste – Erzählungen aus Hirsaus Vergangenheit. Stuttgart: Christliches Verlagshaus, 1954.DNB 451654188
- Das Wildbad – Seine Geschichte vom 12. bis z. 20. Jahrhundert. Böblingen: Schlecht, 3. Aufl. 1971.DNB 456800026
- Die Glashütten in Württemberg. Wiesbaden: Franz Steiner Verlag, 1971.DNB 720023017
- ... doch in der Mitten liegt holdes Bescheiden – Ein Schulmeisterleben aus d. 18. Jahrhundert. Stuttgart: Christliches Verlagshaus, 1956.DNB 451654153
- Hirsau – seine Geschichte u. seine Ruinen. Pforzheim: Weber, 10. Aufl. 1985.DNB 850942209
- zusammen mit Siegfried Weber: St. Candiduskirche in Kentheim. Pforzheim: Weber, 5. Aufl. 1987.DNB 911209360

## Ehrungen
- 1955 Ehrenbürger der Gemeinde Hirsau, wo auch eine Straße nach ihm benannt ist.
- 1959 Bundesverdienstkreuz.